# 大和町 (愛知県)

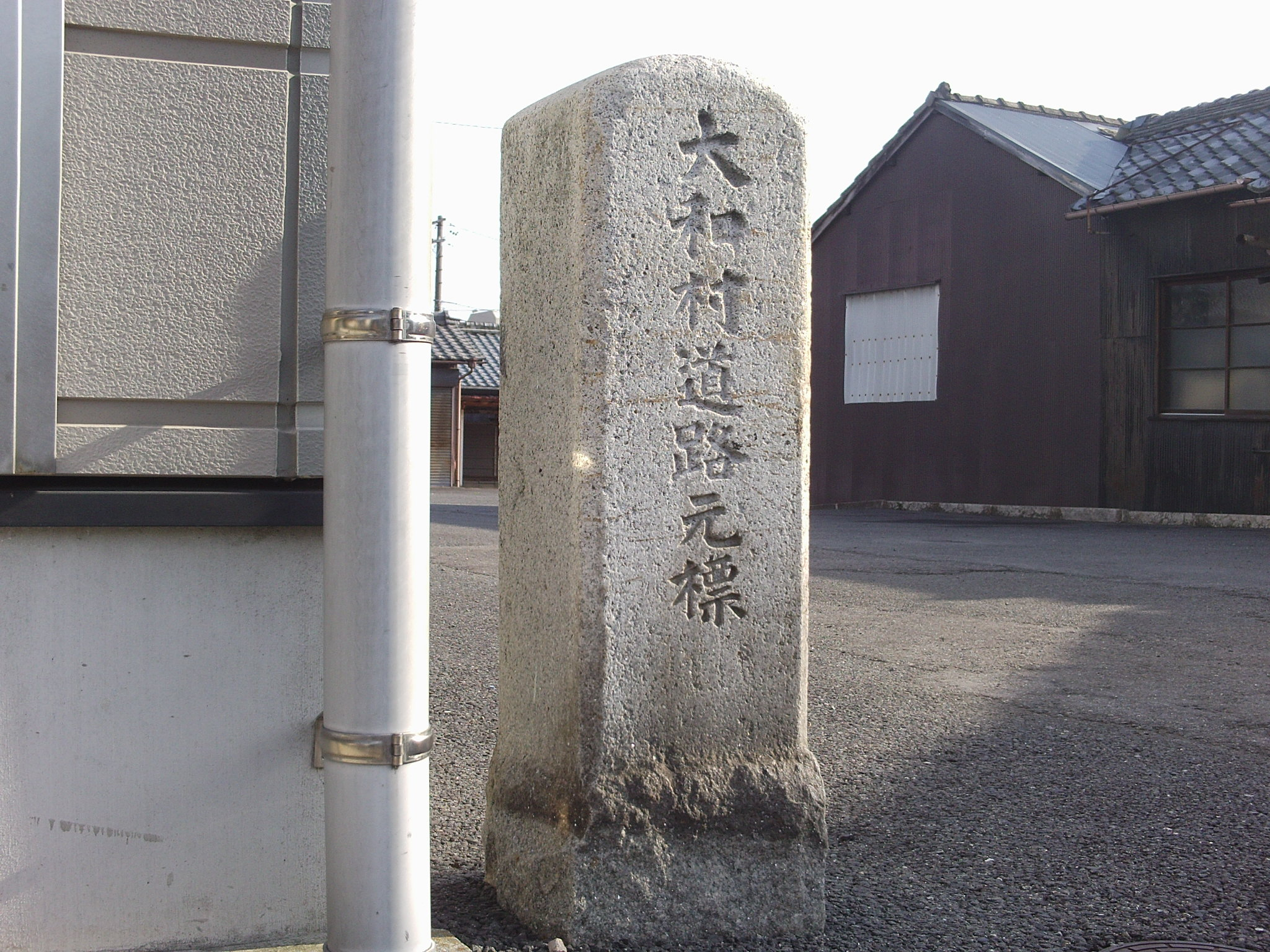
大和村道路元標

大和町（やまとちょう）は、かつて愛知県中島郡にあった町。
現在の一宮市大和町。おおよその位置は、現在の一宮市中部から南部にかけての、東海道本線の西沿いにあたる。なお、大和町という名称はわずか4年1か月の期間であった。

## 歴史
江戸時代、この地域は尾張藩領地であった。
- 1889年（明治22年）10月1日 -
  - 苅安賀村が単独で町村制により苅安賀村となる。
  - 宮地花池村、戸塚村が合併し、三輪村となる。
  - 妙興寺村と氏永村が合併し、妙興寺村となる。
  - 北高井村と南高井村が合併し、高井村となる。
  - 於保村と稲島村が合併し、稲保村となる。
- 1906年（明治39年）5月10日 - 苅安賀村、三輪村、妙興寺村、高井村、日光村の一部、稲保村の一部が合併し、苅安賀村となる。
- 1908年（明治41年）5月1日 - 大和村に改称。
- 1951年（昭和26年）3月1日 - 町制施行。大和町となる。
- 1955年（昭和30年）4月1日 - 一宮市に編入される。

## 鉄道駅
- 名古屋鉄道名古屋本線
  - 島氏永駅（上りホーム側） - 1928年から1930年までは大和駅を名乗っていた。
  - 妙興寺駅
- 名古屋鉄道尾西線
  - 観音寺駅
  - 苅安賀駅
- 名古屋鉄道起線（廃線）
  - 馬引駅

## 神社・仏閣
- 大神神社
- 妙興寺
- 大神社